# Championnat du Danemark masculin de handball 2010-2011
 (juillet 2022).
Si vous disposez d'ouvrages ou d'articles de référence ou si vous connaissez des sites web de qualité traitant du thème abordé ici, merci de compléter l'article en donnant les références utiles à sa vérifiabilité et en les liant à la section « Notes et références ».
Navigation
Saison 2009-2010 Saison 2011-2012
Le championnat du Danemark masculin de handball 2010-2011 est la 75e édition de la compétition.